# New Sweden, Idaho
New Sweden är en plats i USA. Den är belägen i Bonneville County i delstaten Idaho.